# Tamarón
Tamarón es una localidad y un municipio de España. Forma parte de la provincia de Burgos en la comunidad autónoma de Castilla y León. Pertenece, además, a la comarca de Odra-Pisuerga y al partido judicial de Burgos, donde es cabecera del ayuntamiento de su nombre.

## Geografía
Tiene un área de 15,66 km² con una población de 41 habitantes (INE 2021) y una densidad de 2,62 hab/km².

## Demografía
Tamarón cuenta con una población de 55 habitantes (INE 2024).
| Gráfica de evolución demográfica de Tamarón entre 1842 y 2021                                                         |
| |
| Población de derecho según los censos de población del INE. Población de hecho según los censos de población del INE. |

| 1991 |  | 1996 |  | 2001 |  | 2004 |  | 2015 |
| ---- |  | ---- |  | ---- |  | ---- |  | ---- |
| 51   |  | 49   |  | 49   |  | 46   |  | 38   |

## Parroquia

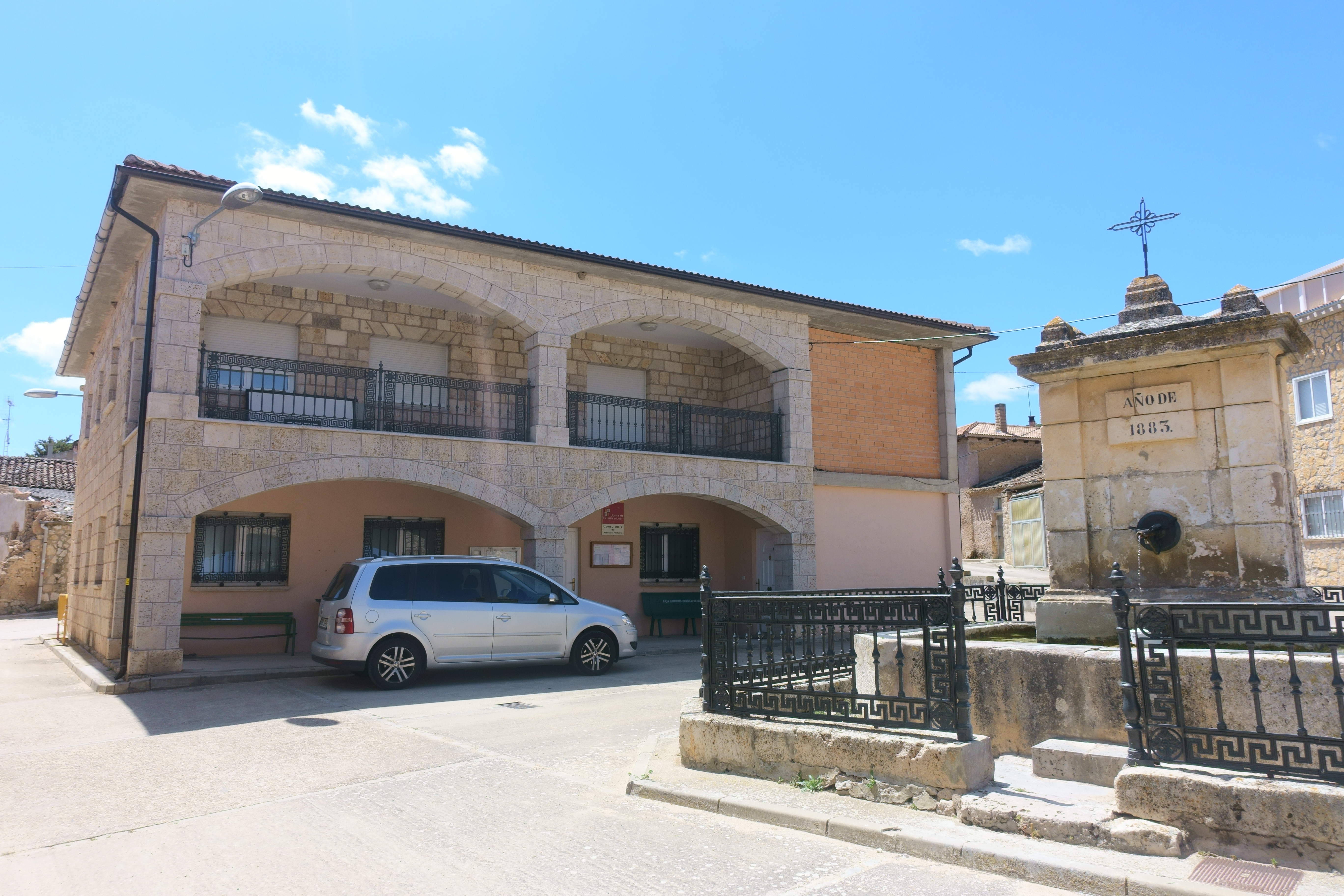
Casa consistorial

Iglesia de la Asunción de Nuestra Señora, dependiente de la parroquia de Iglesias en el arciprestazgo de Amaya, diócesis de Burgos .